# Erycibe
Erycibe är ett släkte av vindeväxter. Erycibe ingår i familjen vindeväxter.

## Bildgalleri

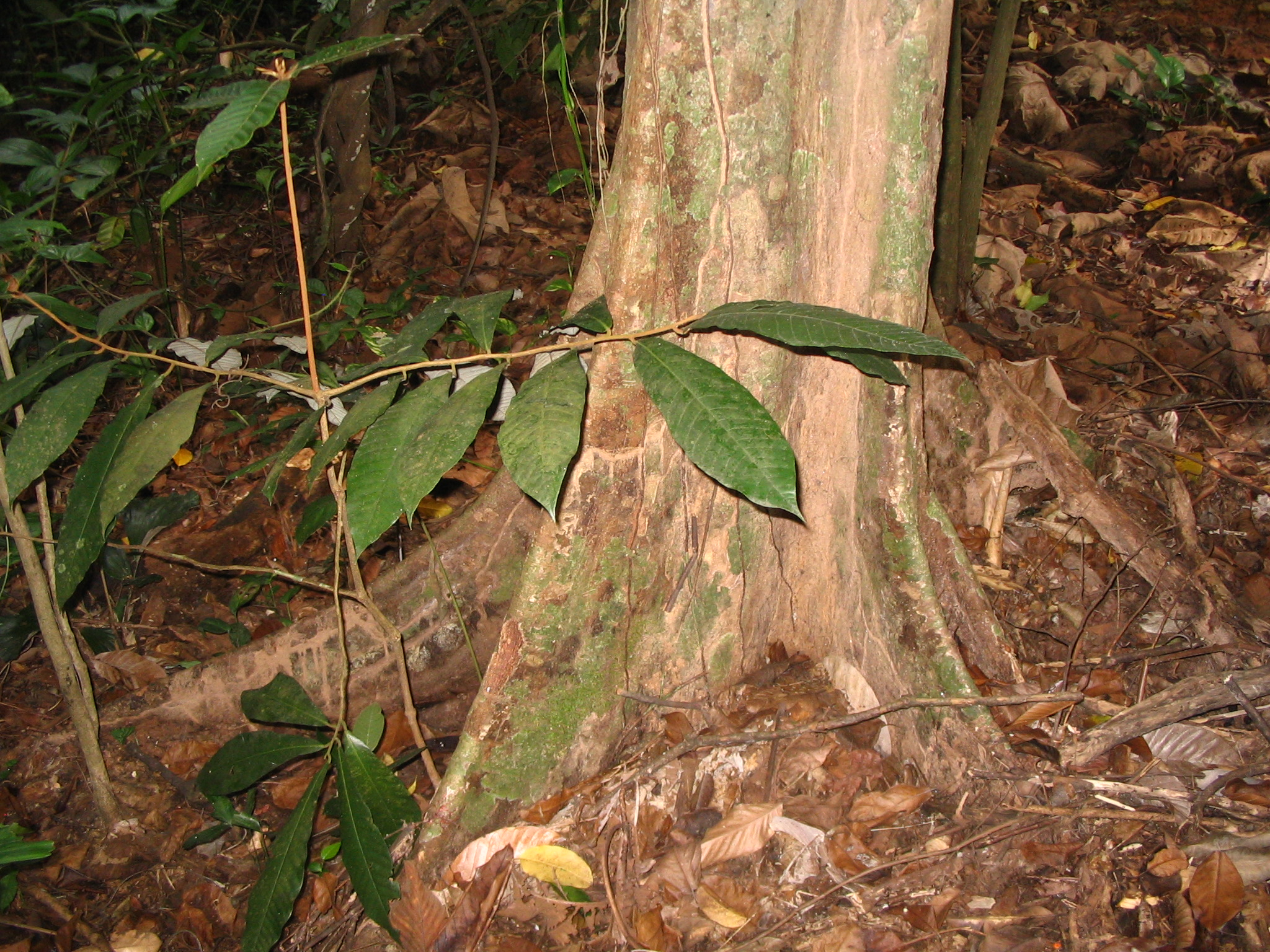
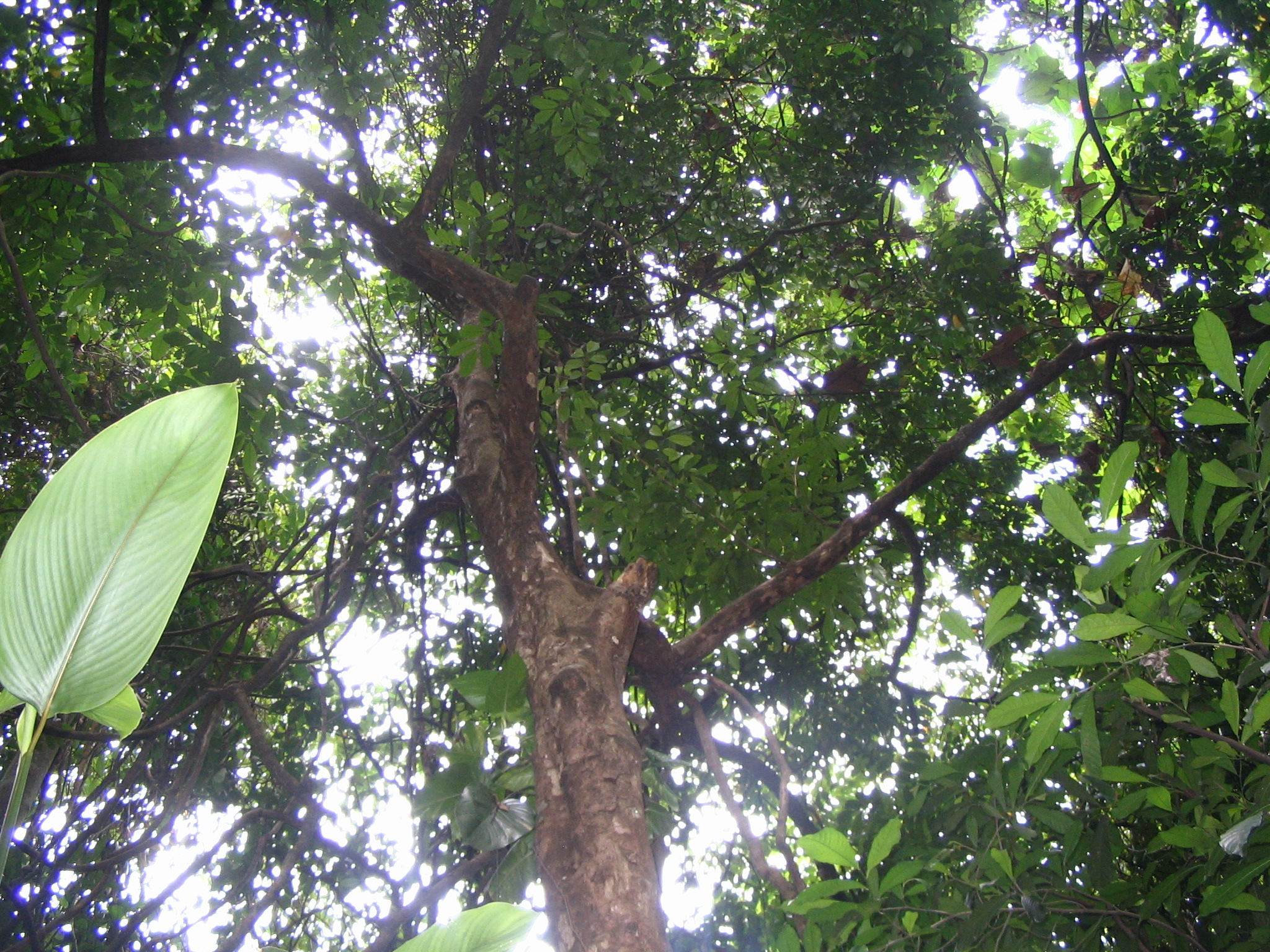
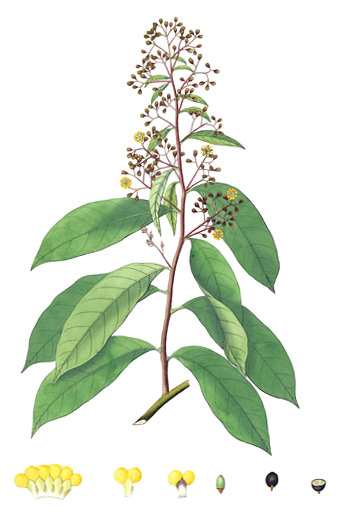
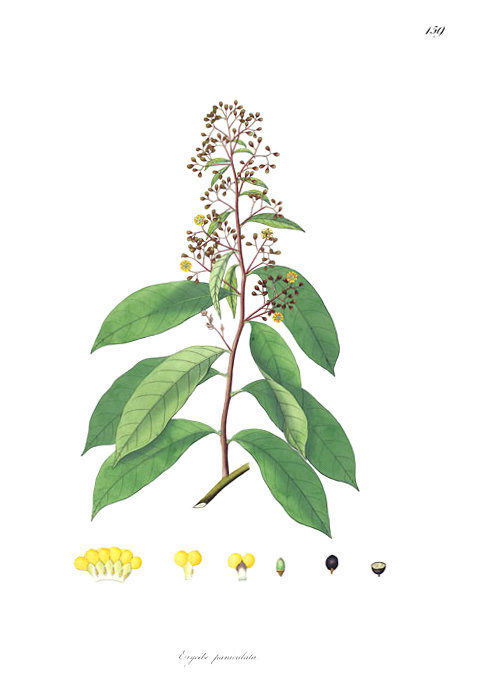

## Dottertaxa tillErycibe, i alfabetisk ordning[1]
- Erycibe aenea
- Erycibe albida
- Erycibe beccariana
- Erycibe borneensis
- Erycibe brassii
- Erycibe bullata
- Erycibe carrii
- Erycibe citriniflora
- Erycibe clemensae
- Erycibe coccinea
- Erycibe cochinchinensis
- Erycibe coriacea
- Erycibe crassipes
- Erycibe crassiuscula
- Erycibe elliptilimba
- Erycibe expansa
- Erycibe festiva
- Erycibe floribunda
- Erycibe forbesii
- Erycibe glaucescens
- Erycibe glomerata
- Erycibe grandiflora
- Erycibe grandifolia
- Erycibe griffithii
- Erycibe hainanensis
- Erycibe hellwigii
- Erycibe henryi
- Erycibe hollrungii
- Erycibe impressa
- Erycibe induta
- Erycibe kinabaluensis
- Erycibe laurifolia
- Erycibe leucoxyloides
- Erycibe macrophylla
- Erycibe magnifica
- Erycibe maingayi
- Erycibe malaccensis
- Erycibe micrantha
- Erycibe myriantha
- Erycibe nitidula
- Erycibe obtusifolia
- Erycibe oligantha
- Erycibe paniculata
- Erycibe papuana
- Erycibe pedicellata
- Erycibe peguensis
- Erycibe praecipua
- Erycibe puberula
- Erycibe ramiflora
- Erycibe ramosii
- Erycibe rheedii
- Erycibe sapotacea
- Erycibe sargentii
- Erycibe schlechteri
- Erycibe schmidtii
- Erycibe sericea
- Erycibe sinii
- Erycibe stapfiana
- Erycibe stenophylla
- Erycibe strigosa
- Erycibe subglabra
- Erycibe subsericea
- Erycibe subspicata
- Erycibe sumatrensis
- Erycibe terminaliflora
- Erycibe timorensis
- Erycibe tixieri
- Erycibe tomentosa
- Erycibe villosa
- Erycibe zippelii